# Народна ТВ
Народна ТВ је српска телевизијска станица са седиштем у Београду. Део је групације Pink International Company. Основана је 28. октобра 2022. под називом Инста ТВ, док од 26. јула 2024. ради под тренутним именом.

## Историја
Почевши од 28. октобра 2022. започело је емитовање Инста ТВ. Pink Media Group је тада најавио велика продукциона, кадровска и техничка улагања. Окосница програма био је први телевизијски камп за музичаре, певаче и плесаче, односно ријалити-емисија Први бенд Србије. Поред тога, Инста ТВ је приказивао високобуџетне холивудске блокбастере, као и разне телевизијске серије.
Крајем маја 2024. директор и власник Pink Media Group, Жељко Митровић, најавио је осму сезону ријалити-емисије Фарма која би започела на новој телевизији под називом Народна ТВ. Услед 30. годишњице рада телевизије Пинк, Митровић је најавио програм Народне ТВ, као и нове сезоне серија Курсаџије и Никад извини, уз домаће филмове и серије, као и приказивање серија Црна Гуја, Ало, ало! и Мућке.

## Програм

### Емисије
- Народњак
- Први бенд Србије
- Сити
- Фарма

### Серије
- Курсаџије
- Никад извини
- Црвени месец
- Укратко СС